# Hladov (Petrovice)

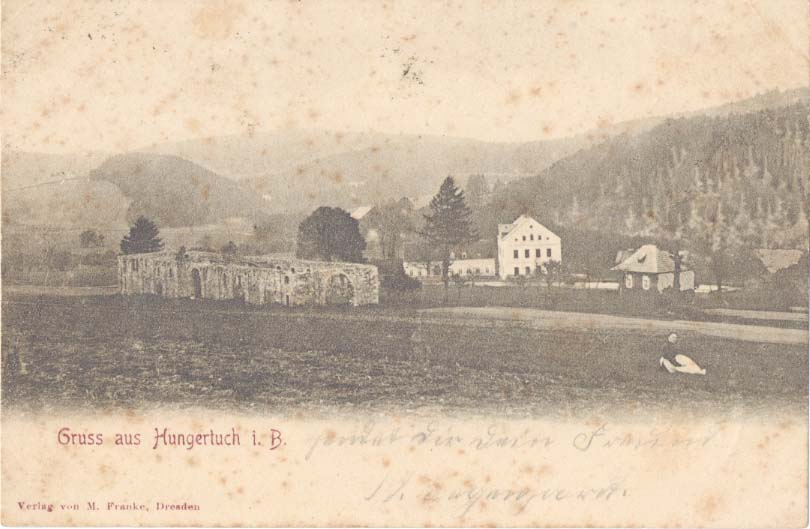
Ansicht um 1900

Hladov (deutsch Hungertuch) ist ein verlassener Ort in der Gemeinde Petrovice (deutsch Peterswald) im Bezirk Aussig in Tschechien.
Die alte Salzstraße führte von Halle über Gottleuba nach Hungertuch und durch den Holzgrund bei Ober-Königswald (Libouchec) über Kleinkahn (Malé Chvojno), Saara (Žďár), Troschig (Strážky), Postitz (Božtěšice) nach Aussig an die Elbe und von da übers Gebirge weiter nach Prag.
Der Ortsteil Hungertuch liegt am unteren Ende von Petrovice (Peterswald). Auf den Gründen eines Meierhofs, dessen Felder durch die Bodenreform enteignet und an Kleinlandwirte verkauft wurden, entstand dieser Ortsteil. Den zu Hungertuch gehörigen Waldteil erwarb die Gemeinde Peterswald. Die Felder, Wiesen und der Wald gehörten bis zur Bodenenteignung zur Herrschaft Schönwald, auch die Felder um Neuhof. Der Herrschaft verblieb nur eine Ruine, der sogenannte Schafstall. Ursprünglich kann diese aber nicht als Schafstall erbaut worden sein, da der Bau im gotischen Stile ausgeführt war. Um 1913 waren noch einige Fenster und Spitzbogenwölbungen erhalten. Später wurde diese Ruine bis auf wenige Mauerreste abgebrochen und die Steine wurden als Baumaterial verkauft.

## Geschichte

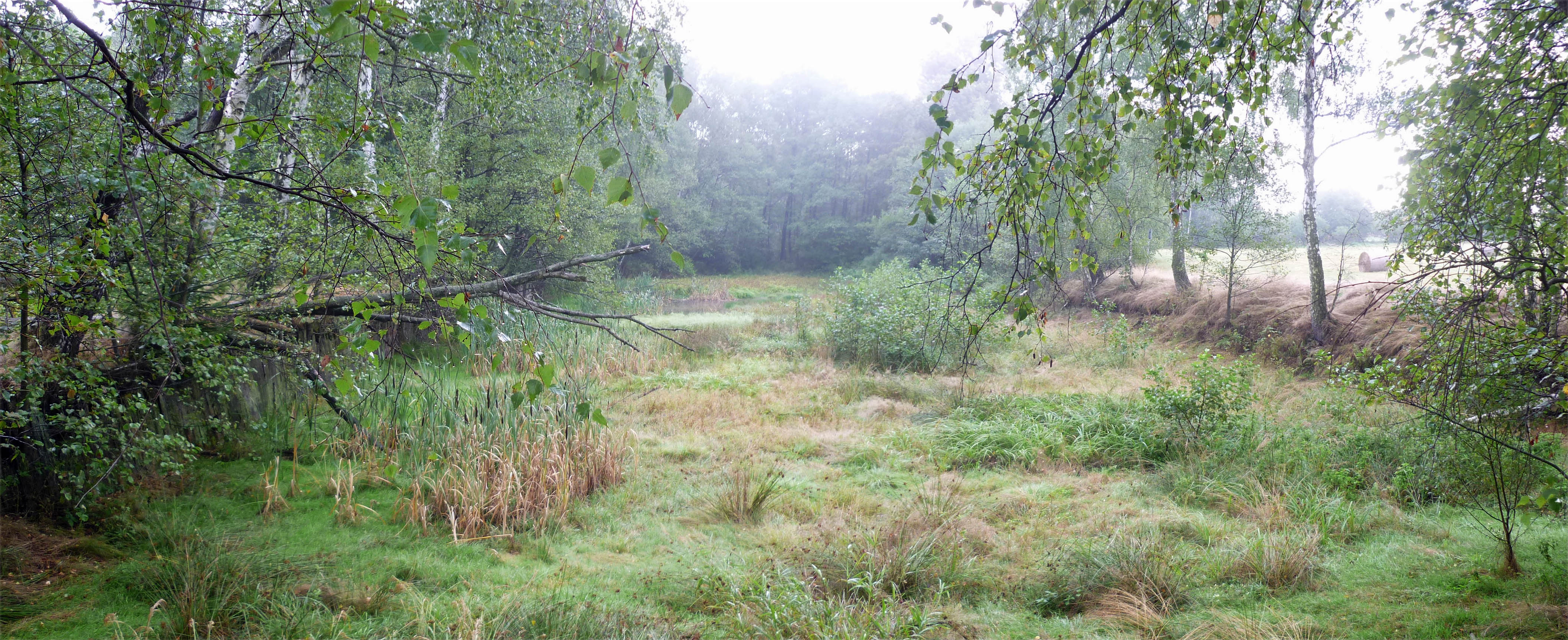
Mühlteich im ehem. Weiler Hungertuch (Hladov)

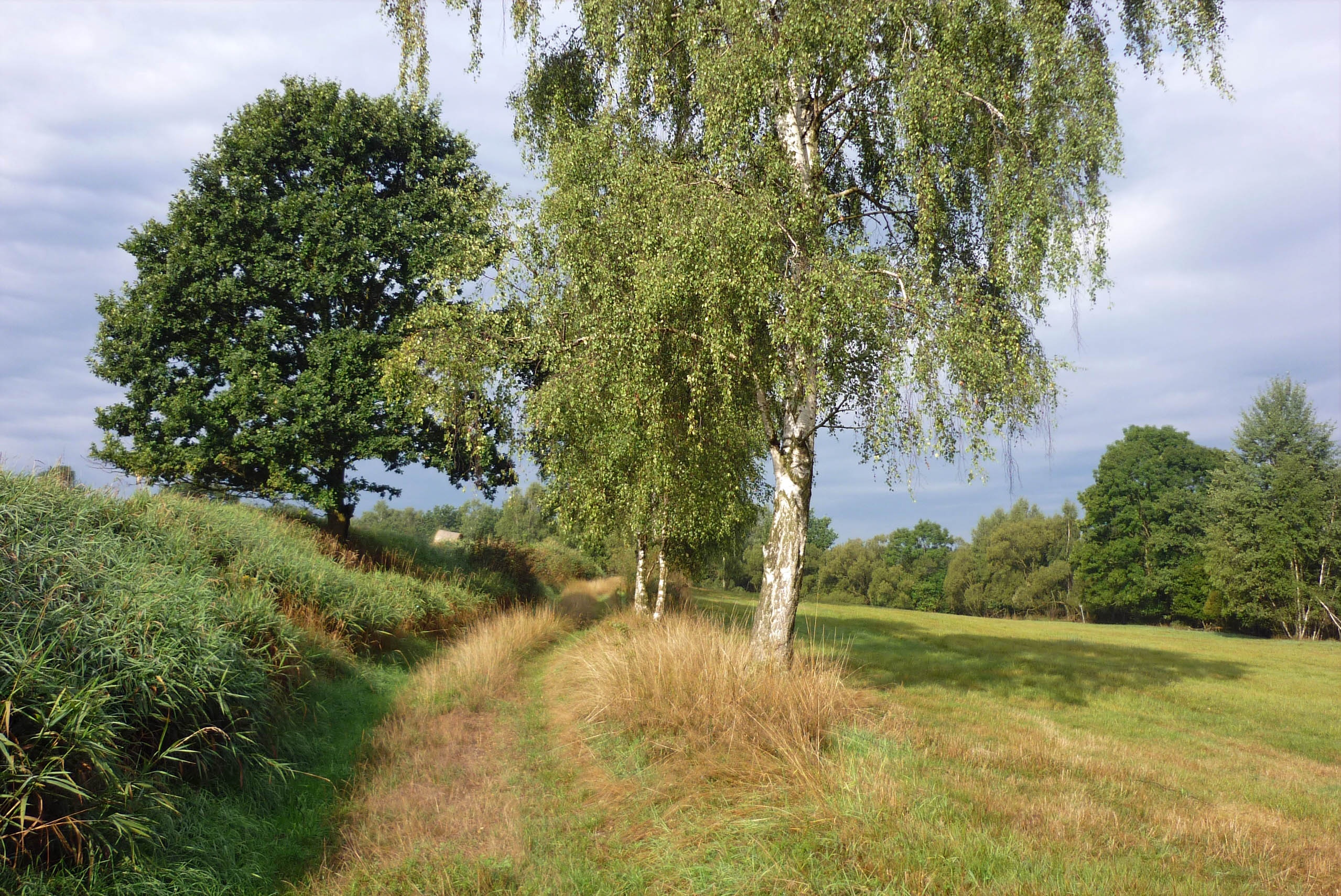
Fahrweg von Petrovice nach Hungertuch (Hladov)

1726 verkaufte Viktoria, verwitwete Gräfin Wratislaw von Mitrowitz, ihrem Untertan Christian Kühnel die obrigkeitliche Hungertucher Mahl- und Brettmühle nebst Wiesen und Grund um 300 Gulden rheinisch. Diese Mühle wurde von C. Kühnel und Gottschalk erworben und in eine Metallwarenfabrik umgebaut, 1933 gehörte sie zur Firma Kurt Hoffmann.
Mit Bewilligung des Kreisamtes Leitmeritz vom 30. September 1822 wurde der Schönwalder Herrschaft gestattet, in der Nähe des Dorfes Raiza an vertraute Untertanen einige Baustellen vom Meierhof Hungertuch zu überlassen. Diese Baustellen bildeten einen nutzlosen Hutweidegrund unter dem Namen Bienhof. (Diese Bezeichnung kommt schon im ältesten Grundbuch der Gemeinde Peterswald aus dem Jahre 1577 vor). Die Siedlung auf dem Hungertucher Bienhof erhielt den Namen Neuhof mit einer eigenen Nummerierung. Der Meierhof Hungertuch verblieb bis zur Enteignung durch die Bodenreform im Besitze der Herrschaft und war parzellenweise verpachtet. An den alten Meierhof erinnern noch die Flurnamen: Hofefelder, herrschaftliche Kiefern im Herrschaftlichen, beim Schafstalle.
Seit 1850 wurde Hungertuch in Peterswald (Petrovice) eingemeindet. Nach 1945 wurde das Dorf nicht mehr besiedelt und verlassen.

## Industrie
In der zweiten Hälfte des 19. Jahrhunderts etablierte sich Ernst Luis Gottschall als Produzent von Metallzwingen und Regenschirmteilen in Hungertuch. Die 1782 in Peterswald gegründete Metallwarenfabrik C. Kühnel erfuhr 1871 eine Expansion und erlebte unter H. Kühnel von 1877 bis 1882 eine weitere Wachstumsphase. Im Jahr 1880 entwickelte sich aus der Firma C. Kühnel & Co. das Unternehmen C. Hoffmann, welches von Ernst Louis Gottschald in Dresden als eigenständige Firma in Hungertuch übernommen wurde. Ab 1890 leiteten Richard Dittmayer und Gustav Hoffmann aus Dresden das Unternehmen unter der Bezeichnung E. L. Gottschalds Nachfolger, bis es 1907 vollständig in den Besitz von C. Hoffmann überging. Trotz zweier Brände, welche das Unternehmen heimsuchten, wurde es stets wiederaufgebaut. Ursprünglich auf Schirm- und Stockbestandteile spezialisiert, erweiterte das Unternehmen sein Sortiment zwischenzeitlich um Handschuhknöpfe, deren Produktion jedoch unter Gottschalds Leitung wieder eingestellt wurde.